# Manethon
Manethon (Maneton) (III wiek p.n.e.) – zhellenizowany kapłan egipski, znający oprócz greki egipskie tradycje i potrafiący czytać hieroglify. Wykształcenie zdobył prawdopodobnie w Heliopolis lub w Mendes, mieszkał zaś w położonym w delcie Nilu Sebennytos.
Prawdopodobnie na polecenie Ptolemeusza I rozpoczął spisywanie historii Egiptu, zatytułowanej Aegyptiaca (Kroniki egipskie). Z tego dzieła do naszych czasów dotrwały jedynie fragmenty w odpisach późniejszych historyków lub kompilatorów. Najwięcej takich fragmentów zachowało się w pismach pozostawionych przez Józefa Flawiusza. Do dziś zachowała się spisana przez niego po grecku lista wszystkich faraonów i dynastii egipskich (zwane Retra), często są to jednak imiona znacznie zniekształcone. Mimo tych wszystkich braków jego prace stanowią jeden z filarów współczesnej wiedzy o chronologii władców egipskich.